# Elimination Chamber

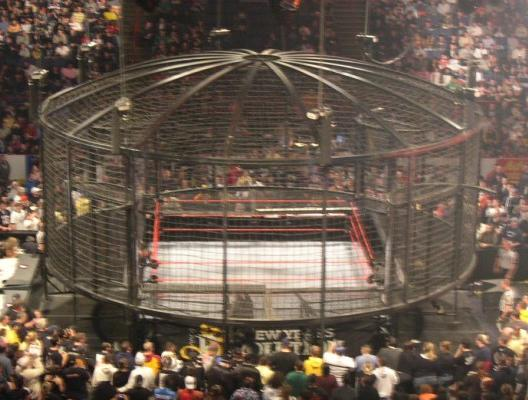
La Cámara de la Eliminación.

La Elimination Chamber (Cámara de la Eliminación en español) es un tipo de pelea en la lucha profesional vista en la empresa estadounidense World Wrestling Entertainment. Siendo presentada como una variación del Steel Cage Match y del Hell in a Cell Match, este tipo de lucha cuenta con la particularidad de que el cuadrilátero se halla cubierto por una estructura de cadenas y vigas (originalmente, esta tenía forma circular, siendo posteriormente cambiada por una cuadrangular en 2017); dentro de ella, se alojan cuatro pequeñas cámaras, las cuales albergan a cada uno de los competidores, esperando su turno para ser liberados y poder combatir.
Este combate es la fusión de otros formatos a su vez, pues combina la lucha estilo Royal Rumble (ingreso a las acciones por breves lapsos) y la estipulación del denominado WarGames Match, propiedad de la extinta World Championship Wrestling (lucha campal dentro de una estructura que rodea todo el ring).
Hasta el presente, se han dado 37 enfrentamientos de este tipo dentro de WWE. Triple H ha entrado como campeón las primeras dos veces, perdió la primera (por el Campeonato Mundial Peso Pesado), pero ganó la segunda (por el Campeonato Mundial Peso Pesado), la tercera (por el Campeonato Mundial Peso Pesado de WWE), la séptima (ganando una oportunidad por el Campeonato de la WWE) y la octava (por el Campeonato de WWE). La cuarta pelea, fue la primera vez que el Campeonato de WWE estuvo en juego. Las cuatro primeras cámaras han sido hechas para la marca RAW. La quinta fue hecha para la marca ECW, fue llamada Extreme Elimination Chamber porque cada uno de los participantes entraba con un arma que el escogía, excepto los que empezaban la lucha y fueron usados una palanca, una mesa, una silla, y un bate de baseball con alambre de púas y fue ejecutada por los mismos extremistas.
En 2004, 2007 y 2016 fueron los únicos años que no tuvo una Elimination Chamber desde su creación y en 2008 no estuvo en juego ningún campeonato, sino una oportunidad en WrestleMania XXIV, siendo ganadas por The Undertaker y Triple H obteniendo luchas por el Campeonato Mundial Peso Pesado y el Campeonato de WWE, respectivamente, y en 2011, el Elimination Chamber de la marca Raw fue por una oportunidad por el Campeonato de WWE, siendo ganada por John Cena. En 2013 solo hubo una "Elimination Chamber" que fue por una oportunidad por el Campeonato Mundial Pesado en WrestleMania 29, siendo ganada por Jack Swagger. Mientras que el Campeonato Universal no se ha defendido dentro de la cámara, aunque se dieron dos Elimination Chamber por una oportunidad titular en WrestleMania 34 ganada por Roman Reigns o en la misma noche del evento, ganada por Daniel Bryan. En febrero de 2010, WWE incorporó un evento para reemplazar a No Way Out llamado Elimination Chamber. En 2015 el evento junto con la lucha fueron reemplazados por el evento Fastlane. Sin embargo, volvió para el mes de mayo. Después de 2 años, vuelve el PPV siendo un evento exclusivo para la marca Smackdown Live durante el mes de febrero. Este sería el último PPV de la marca azul en camino hacia WrestleMania. Al año siguiente se volvió un evento exclusivo de Raw. Actualmente el PPV es compartido entre ambas marcas.

## Características del combate

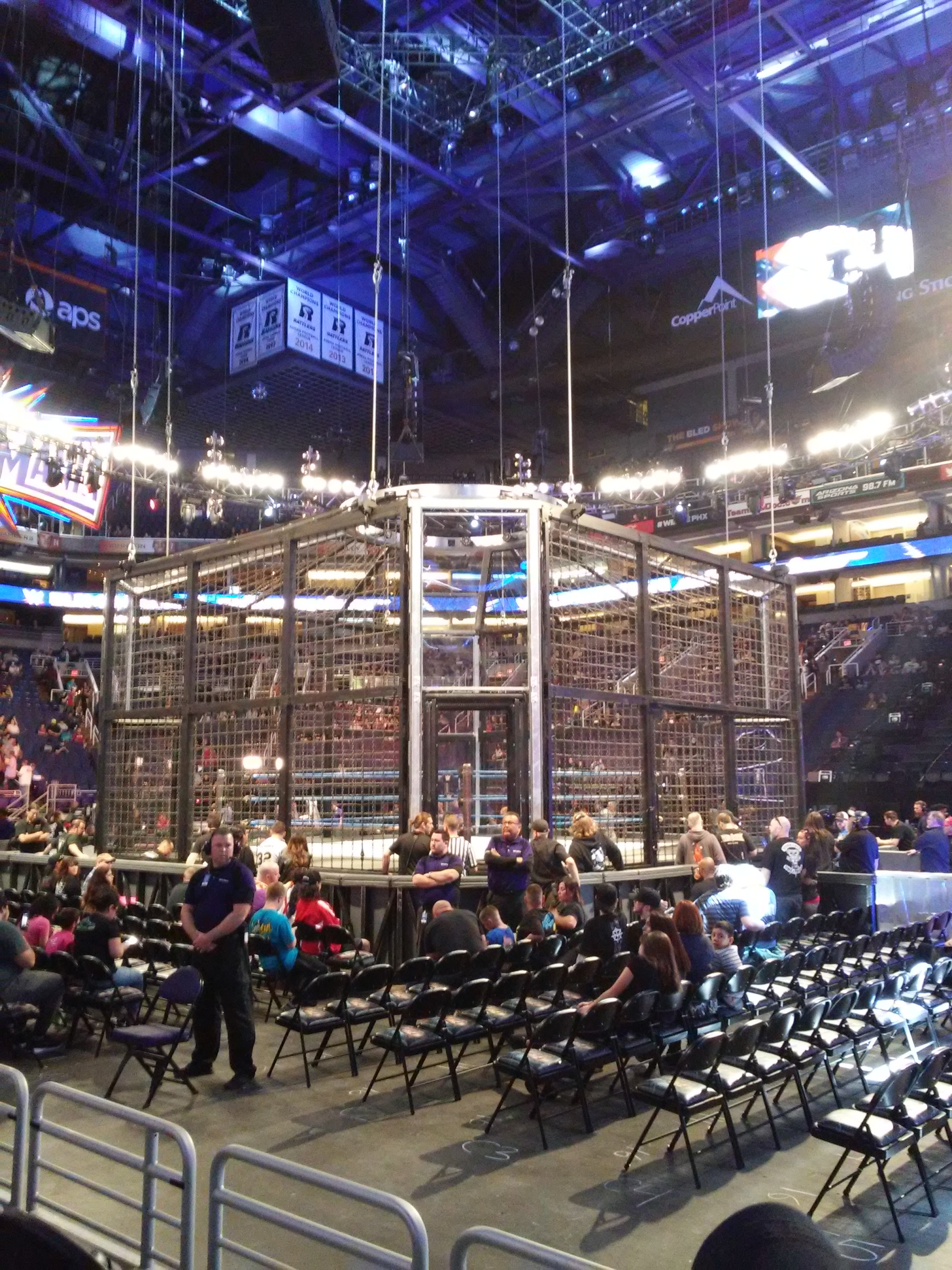
El modelo actual del Elimination Chamber, presentado y estrenado en la edición del evento Elimination Chamber del año 2017.

Se compite dentro de una celda construida con barras de metal y cadenas de acero, constituida a su vez por 4 pequeñas cámaras selladas con un plástico transparente en las esquinas del cuadrilátero. Comienzan luchando dos participantes (o 4, en caso de que la lucha albergada dentro de la celda sea de tipo Tag Team). Cada 5 minutos se van liberando a los luchadores aislados en las cámaras al azar. Las eliminaciones de estos podrán darse por toque de espaldas o sumisión y la última persona (o personas) que logre quedarse dentro de la jaula, será declarado el/la ganador/a del combate.

## Resultado

### Elimination Chamber I
El 17 de noviembre de 2002 en el evento Survivor Series, se realizó por primera vez un combate en una Elimination Chamber, con el Campeonato Mundial Peso Pesado en juego. Tuvo como participantes a Triple H (c), Chris Jericho, Rob Van Dam, Booker T, Kane y Shawn Michaels.
| N.º      | Luchador      | En                                                                              | Eliminado por                                                                   | Movimiento de eliminación                                                        | Tiempo                                                                          |                                                                                 |
| -------- | ------------- | ------------------------------------------------------------------------------- | ------------------------------------------------------------------------------- | -------------------------------------------------------------------------------- | ------------------------------------------------------------------------------- | ------------------------------------------------------------------------------- |
| 1        | Rob Van Dam   | 2                                                                               | Booker T                                                                        | "Missile Dropkick".                                                              | 13:37                                                                           |                                                                                 |
| 2        | Booker T      | 4                                                                               | Chris Jericho                                                                   | "Chokeslam" de Kane y "Lionsault" de Jericho.                                    | 17:43                                                                           |                                                                                 |
| 3        | Kane          | 5                                                                               | Chris Jericho                                                                   | "Sweet Chin Music" de Michaels, "Pedigree" de Triple H y "Lionsault" de Jericho. | 22:53                                                                           |                                                                                 |
| 4        | Chris Jericho | 3                                                                               | Shawn Michaels                                                                  | "Sweet Chin Music".                                                              | 30:43                                                                           |                                                                                 |
| 5        | Triple H      | 1                                                                               | Shawn Michaels                                                                  | "Sweet Chin Music".                                                              | 39:20                                                                           |                                                                                 |
| GANADOR: | GANADOR:      | Shawn Michaels se convirtió en el nuevo Campeón Mundial de Peso Completo.       | Shawn Michaels se convirtió en el nuevo Campeón Mundial de Peso Completo.       | Shawn Michaels se convirtió en el nuevo Campeón Mundial de Peso Completo.        | Shawn Michaels se convirtió en el nuevo Campeón Mundial de Peso Completo.       | Shawn Michaels se convirtió en el nuevo Campeón Mundial de Peso Completo.       |
| Notas    | Notas         | * Después de la lucha, Triple H tuvo que ser sacado en camilla por los médicos. | * Después de la lucha, Triple H tuvo que ser sacado en camilla por los médicos. | * Después de la lucha, Triple H tuvo que ser sacado en camilla por los médicos.  | * Después de la lucha, Triple H tuvo que ser sacado en camilla por los médicos. | * Después de la lucha, Triple H tuvo que ser sacado en camilla por los médicos. |

### Elimination Chamber II
El 24 de agosto de 2003 en el evento SummerSlam, se realizó por segunda vez un combate en una Elimination Chamber, con el Campeonato Mundial Peso Pesado en juego. Tuvo como participantes a Triple H (con Ric Flair) (c), Randy Orton, Chris Jericho, Goldberg, Kevin Nash y Shawn Michaels.
| N.º      | Luchador       | En | Eliminado por | Movimiento de eliminación | Tiempo | |
| -------- | -------------- | --- | --- | --- | --- | --- |
| 1        | Kevin Nash     | 4 | Chris Jericho | "Sweet Chin Music" de Michaels y "Roll-Up" de Jericho. | 8:05 | |
| 2        | Randy Orton    | 3 | Goldberg | "Spear". | 13:01 | |
| 3        | Shawn Michaels | 1 | Goldberg | "Spear" y "Jackhammer". | 15:19 | |
| 4        | Chris Jericho  | 2 | Goldberg | "Spear" y "Jackhammer". | 16:03 | |
| 5        | Goldberg       | 6 | Triple H | Golpe con el mazo en la cabeza. | 19:12 | |
| GANADOR: | GANADOR:       | Triple H consiguió conservar su Campeonato Mundial Pesado. | Triple H consiguió conservar su Campeonato Mundial Pesado. | Triple H consiguió conservar su Campeonato Mundial Pesado. | Triple H consiguió conservar su Campeonato Mundial Pesado. | Triple H consiguió conservar su Campeonato Mundial Pesado. |
| Notas    | Notas          | * Tras su eliminación, Nash atacó a Orton y Jericho con su "Jacknife Powerbomb". * En el transcurso del combate, Ric Flair interfirió ayudando a Triple H. * Después de la lucha, Evolution atacó a Goldberg. | * Tras su eliminación, Nash atacó a Orton y Jericho con su "Jacknife Powerbomb". * En el transcurso del combate, Ric Flair interfirió ayudando a Triple H. * Después de la lucha, Evolution atacó a Goldberg. | * Tras su eliminación, Nash atacó a Orton y Jericho con su "Jacknife Powerbomb". * En el transcurso del combate, Ric Flair interfirió ayudando a Triple H. * Después de la lucha, Evolution atacó a Goldberg. | * Tras su eliminación, Nash atacó a Orton y Jericho con su "Jacknife Powerbomb". * En el transcurso del combate, Ric Flair interfirió ayudando a Triple H. * Después de la lucha, Evolution atacó a Goldberg. | * Tras su eliminación, Nash atacó a Orton y Jericho con su "Jacknife Powerbomb". * En el transcurso del combate, Ric Flair interfirió ayudando a Triple H. * Después de la lucha, Evolution atacó a Goldberg. |

### Elimination Chamber III
El 9 de enero de 2005 en el evento New Year's Revolution, se realizó un combate en una Elimination Chamber por el vacante Campeonato Mundial Peso Pesado. Tuvo como participantes a Batista, Edge, Triple H, Randy Orton, Chris Benoit y Chris Jericho (con Shawn Michaels como Árbitro Especial).
| N.º      | Luchador      | En | Eliminado por | Movimiento de eliminación | Tiempo | |
| -------- | ------------- | --- | --- | --- | --- | --- |
| 1        | Edge          | 4 | Chris Jericho | "Sweet Chin Music" de Michaels y "Lionsault" de Jericho. | 19:20 | |
| 2        | Chris Benoit  | 1 | Batista | "Spinebuster" y "Spinebuster" a Jericho sobre Benoit de Batista. | 26:15 | |
| 3        | Chris Jericho | 2 | Batista | "Falling Slam" y "Batista Bomb". | 27:27 | |
| 4        | Batista       | 6 | Randy Orton | "Low Blow" y "RKO". | 32:32 | |
| 5        | Randy Orton   | 5 | Triple H | "Pedigree". | 34:55 | |
| GANADOR: | GANADOR:      | Triple H conquistó el Campeonato Mundial Peso Pesado. | Triple H conquistó el Campeonato Mundial Peso Pesado. | Triple H conquistó el Campeonato Mundial Peso Pesado. | Triple H conquistó el Campeonato Mundial Peso Pesado. | Triple H conquistó el Campeonato Mundial Peso Pesado. |
| Notas    | Notas         | * Durante la lucha, Shawn Michaels le aplicó a Edge un "Sweet Chin Music". * Batista atacó a Orton después de ser eliminado. * Originalmente, Benoit había logrado hacer rendir a Triple H con un Sharpshooter, pero Michaels simplemente no oficializó la rendición tan sólo para ver sufrir a Triple H. | * Durante la lucha, Shawn Michaels le aplicó a Edge un "Sweet Chin Music". * Batista atacó a Orton después de ser eliminado. * Originalmente, Benoit había logrado hacer rendir a Triple H con un Sharpshooter, pero Michaels simplemente no oficializó la rendición tan sólo para ver sufrir a Triple H. | * Durante la lucha, Shawn Michaels le aplicó a Edge un "Sweet Chin Music". * Batista atacó a Orton después de ser eliminado. * Originalmente, Benoit había logrado hacer rendir a Triple H con un Sharpshooter, pero Michaels simplemente no oficializó la rendición tan sólo para ver sufrir a Triple H. | * Durante la lucha, Shawn Michaels le aplicó a Edge un "Sweet Chin Music". * Batista atacó a Orton después de ser eliminado. * Originalmente, Benoit había logrado hacer rendir a Triple H con un Sharpshooter, pero Michaels simplemente no oficializó la rendición tan sólo para ver sufrir a Triple H. | * Durante la lucha, Shawn Michaels le aplicó a Edge un "Sweet Chin Music". * Batista atacó a Orton después de ser eliminado. * Originalmente, Benoit había logrado hacer rendir a Triple H con un Sharpshooter, pero Michaels simplemente no oficializó la rendición tan sólo para ver sufrir a Triple H. |

### Elimination Chamber IV
El 8 de enero de 2006 en el evento New Year's Revolution, se realizó un combate en una Elimination Chamber con el Campeonato de la WWE en juego. Tuvo como participantes a John Cena (c), Carlito, Chris Masters, Kurt Angle (con Daivari), Shawn Michaels y Kane.
| N.º      | Luchador       | En | Eliminado por | Movimiento de eliminación | Tiempo | |
| -------- | -------------- | --- | --- | --- | --- | --- |
| 1        | Kurt Angle     | 4 | Shawn Michaels | "Sweet Chin Music". | 13:58 | |
| 2        | Kane           | 6 | Carlito | "Double DDT" de Carlito seguido de un "Gorilla Press Slam" de Masters a Carlito encima de Kane.                                                                               | 19:24 | |
| 3        | Shawn Michaels | 1 | Carlito | "Outward Rolling Cutter". | 23:35 | |
| 4        | Chris Masters  | 5 | Carlito | "Low Blow" seguido de un "Roll-Up". | 28:15 | |
| 5        | Carlito        | 3 | John Cena | "Roll-Up". | 28:22 | |
| GANADOR: | GANADOR:       | John Cena defendió con éxito el Campeonato de la WWE. | John Cena defendió con éxito el Campeonato de la WWE. | John Cena defendió con éxito el Campeonato de la WWE. | John Cena defendió con éxito el Campeonato de la WWE. | John Cena defendió con éxito el Campeonato de la WWE. |
| Notas    | Notas          | * Tras la contienda, y a pesar de la deplorable condición de Cena, Edge cobró su oportunidad titular del Money in the Bank, dando cuenta de éste y arrebatándole el cinturón. | * Tras la contienda, y a pesar de la deplorable condición de Cena, Edge cobró su oportunidad titular del Money in the Bank, dando cuenta de éste y arrebatándole el cinturón. | * Tras la contienda, y a pesar de la deplorable condición de Cena, Edge cobró su oportunidad titular del Money in the Bank, dando cuenta de éste y arrebatándole el cinturón. | * Tras la contienda, y a pesar de la deplorable condición de Cena, Edge cobró su oportunidad titular del Money in the Bank, dando cuenta de éste y arrebatándole el cinturón. | * Tras la contienda, y a pesar de la deplorable condición de Cena, Edge cobró su oportunidad titular del Money in the Bank, dando cuenta de éste y arrebatándole el cinturón. |

### (Extreme) Elimination Chamber V
El 3 de diciembre de 2006 en el evento December to Dismember, se realizó un combate en una Elimination Chamber con el Campeonato Mundial de la ECW en juego. Tuvo como participantes a The Big Show (c), Test, Hardcore Holly, CM Punk, Bobby Lashley y Rob Van Dam.
| N.º      | Luchador       | En | Eliminado por | Movimiento de eliminación | Tiempo | |
| -------- | -------------- | --- | --- | --- | --- | --- |
| 1        | CM Punk        | 3 | Rob Van Dam | "Five-Star Frog Splash". | 12:35 | |
| 2        | Hardcore Holly | 2 | Test | "Big Boot". | 12:45 | |
| 3        | Rob Van Dam    | 1 | Test | "Elbow Drop" desde la cima de una cámara sobre una silla de metal. | 14:00 | |
| 4        | Test           | 4 | Bobby Lashley | "Spear". | 19:42 | |
| 5        | The Big Show   | 6 | Bobby Lashley | "Spear". | 24:42 | |
| GANADOR: | GANADOR:       | Bobby Lashley se adjudicó el Campeonato Mundial de la ECW. | Bobby Lashley se adjudicó el Campeonato Mundial de la ECW. | Bobby Lashley se adjudicó el Campeonato Mundial de la ECW. | Bobby Lashley se adjudicó el Campeonato Mundial de la ECW. | Bobby Lashley se adjudicó el Campeonato Mundial de la ECW. |
| Notas    | Notas          | * Sabu participaría en un principio; sin embargo, fue atacado previamente por Hardcore Holly, quien tomó su lugar. * Esta ha sido la única edición de este tipo de batalla con reglas extremas incluidas. | * Sabu participaría en un principio; sin embargo, fue atacado previamente por Hardcore Holly, quien tomó su lugar. * Esta ha sido la única edición de este tipo de batalla con reglas extremas incluidas. | * Sabu participaría en un principio; sin embargo, fue atacado previamente por Hardcore Holly, quien tomó su lugar. * Esta ha sido la única edición de este tipo de batalla con reglas extremas incluidas. | * Sabu participaría en un principio; sin embargo, fue atacado previamente por Hardcore Holly, quien tomó su lugar. * Esta ha sido la única edición de este tipo de batalla con reglas extremas incluidas. | * Sabu participaría en un principio; sin embargo, fue atacado previamente por Hardcore Holly, quien tomó su lugar. * Esta ha sido la única edición de este tipo de batalla con reglas extremas incluidas. |

### Elimination Chamber VI
El 17 de febrero de 2008 en el evento No Way Out, se realizó un combate en una Elimination Chamber por la oportunidad de retar al Campeón Mundial Peso Pesado en WrestleMania XXIV. Tuvo como participantes a The Great Khali (con Ranjin Singh), Finlay (con Hornswoggle), Big Daddy V (con Matt Striker), Montel Vontavious Porter, Batista y The Undertaker.
| N.º      | Luchador                 | En                                                                                       | Eliminado por                                                                            | Movimiento de eliminación                                                                | Tiempo                                                                                   |                                                                                          |
| -------- | ------------------------ | ---------------------------------------------------------------------------------------- | ---------------------------------------------------------------------------------------- | ---------------------------------------------------------------------------------------- | ---------------------------------------------------------------------------------------- | ---------------------------------------------------------------------------------------- |
| 1        | Big Daddy V              | 3                                                                                        | Batista                                                                                  | "DDT" sobre el suelo de acero de Undertaker.                                             | 09:07                                                                                    |                                                                                          |
| 2        | The Great Khali          | 4                                                                                        | The Undertaker                                                                           | "Hell's Gate".                                                                           | 12:38                                                                                    |                                                                                          |
| 3        | Montel Vontavious Porter | 6                                                                                        | Finlay                                                                                   | "Chokeslam" de The Undertaker desde la cima de una cámara hacia el ring.                 | 22:31                                                                                    |                                                                                          |
| 4        | Finlay                   | 5                                                                                        | The Undertaker                                                                           | "Chokeslam" sobre el suelo de acero.                                                     | 24:11                                                                                    |                                                                                          |
| 5        | Batista                  | 2                                                                                        | The Undertaker                                                                           | "Tombstone Piledriver".                                                                  | 29:34                                                                                    |                                                                                          |
| GANADOR: | GANADOR:                 | The Undertaker consiguió una chance al Campeón Mundial Peso Pesado en WrestleMania XXIV. | The Undertaker consiguió una chance al Campeón Mundial Peso Pesado en WrestleMania XXIV. | The Undertaker consiguió una chance al Campeón Mundial Peso Pesado en WrestleMania XXIV. | The Undertaker consiguió una chance al Campeón Mundial Peso Pesado en WrestleMania XXIV. | The Undertaker consiguió una chance al Campeón Mundial Peso Pesado en WrestleMania XXIV. |

### Elimination Chamber VII
El 17 de febrero de 2008 en el evento No Way Out, se realizó un combate en una Elimination Chamber por la oportunidad de retar al Campeón de la WWE en WrestleMania XXIV. Tuvo como participantes a Umaga, John "Bradshaw" Layfield, Chris Jericho, Triple H, Shawn Michaels y Jeff Hardy.
| N.º      | Luchador                 | En                                                                                     | Eliminado por                                                                          | Movimiento de eliminación                                                              | Tiempo                                                                                 |                                                                                        |
| -------- | ------------------------ | -------------------------------------------------------------------------------------- | -------------------------------------------------------------------------------------- | -------------------------------------------------------------------------------------- | -------------------------------------------------------------------------------------- | -------------------------------------------------------------------------------------- |
| 1        | John "Bradshaw" Layfield | 4                                                                                      | Chris Jericho                                                                          | "Codebreaker".                                                                         | 13:44                                                                                  |                                                                                        |
| 2        | Umaga                    | 3                                                                                      | Chris Jericho                                                                          | Variadas técnicas y finalmente un "Swantom Bomb" de Hardy desde la cima de una cámara. | 19:45                                                                                  |                                                                                        |
| 3        | Chris Jericho            | 2                                                                                      | Jeff Hardy                                                                             | "Sweet Chin Music" de Michaels.                                                        | 19:57                                                                                  |                                                                                        |
| 4        | Shawn Michaels           | 1                                                                                      | Triple H                                                                               | "Twist of Fate" de Hardy y "Pedigree" de Triple H.                                     | 20:25                                                                                  |                                                                                        |
| 5        | Jeff Hardy               | 6                                                                                      | Triple H                                                                               | "Pedigree" sobre una silla.                                                            | 23:55                                                                                  |                                                                                        |
| GANADOR: | GANADOR:                 | Triple H obtuvo una oportunidad titular por el Campeón de la WWE en WrestleMania XXIV. | Triple H obtuvo una oportunidad titular por el Campeón de la WWE en WrestleMania XXIV. | Triple H obtuvo una oportunidad titular por el Campeón de la WWE en WrestleMania XXIV. | Triple H obtuvo una oportunidad titular por el Campeón de la WWE en WrestleMania XXIV. | Triple H obtuvo una oportunidad titular por el Campeón de la WWE en WrestleMania XXIV. |

### Elimination Chamber VIII
El 15 de febrero de 2009 en el evento No Way Out, se realizó un combate en una Elimination Chamber con el Campeonato de la WWE en juego. Tuvo como participantes a Edge (c), Vladimir Kozlov, The Big Show, Triple H, Jeff Hardy y The Undertaker.
| N.º      | Luchador        | En                                          | Eliminado por                               | Movimiento de eliminación                                                                                    | Tiempo                                      |                                             |
| -------- | --------------- | ------------------------------------------- | ------------------------------------------- | --- | ------------------------------------------- | ------------------------------------------- |
| 1        | Edge            | 1                                           | Jeff Hardy                                  | "Inside Cradle".                                                                                             | 03:05                                       |                                             |
| 2        | Vladimir Kozlov | 3                                           | The Undertaker                              | "The Last Ride".                                                                                             | 23:00                                       |                                             |
| 3        | The Big Show    | 4                                           | Triple H                                    | "Superplex" de The Undertaker, "Pedigree" de Triple H y "Swanton Bomb" de Hardy desde la cima de una cámara. | 26:13                                       |                                             |
| 4        | Jeff Hardy      | 2                                           | The Undertaker                              | "Tombstone Piledriver".                                                                                      | 28:32                                       |                                             |
| 5        | The Undertaker  | 6                                           | Triple H                                    | "Pedigree".                                                                                                  | 35:59                                       |                                             |
| GANADOR: | GANADOR:        | Triple H se coronó nuevo Campeón de la WWE. | Triple H se coronó nuevo Campeón de la WWE. | Triple H se coronó nuevo Campeón de la WWE.                                                                  | Triple H se coronó nuevo Campeón de la WWE. | Triple H se coronó nuevo Campeón de la WWE. |

### Elimination Chamber IX
El 15 de febrero de 2009 en el evento No Way Out, se realizó un combate en una Elimination Chamber con el Campeonato Mundial Peso Pesado en juego. Tuvo como participantes a John Cena (c), Mike Knox, Chris Jericho, Kane, Rey Mysterio y Edge
| N.º      | Luchador      | En | Eliminado por | Movimiento de eliminación                                                                                                   | Tiempo | |
| -------- | ------------- | --- | --- | --- | --- | --- |
| 1        | Kane          | 3 | Rey Mysterio | "619" de Mysterio, "Codebreaker" de Jericho y "Seated Senton" de Mysterio desde la cima de una cámara.                      | 09:40 | |
| 2        | Mike Knox     | 4 | Chris Jericho | "Codebreaker". | 14:43 | |
| 3        | John Cena     | 6 | Edge | "Codebreaker" de Jericho, "619" de Mysterio y "Spear" de Edge.                                                              | 22:21 | |
| 4        | Chris Jericho | 1 | Rey Mysterio | "Roll-Up". | 23:54 | |
| 5        | Rey Mysterio  | 2 | Edge | "Spear". | 29:47 | |
| GANADOR: | GANADOR:      | Edge se alzó con el Campeonato Mundial Peso Completo.                                                                       | Edge se alzó con el Campeonato Mundial Peso Completo.                                                                       | Edge se alzó con el Campeonato Mundial Peso Completo.                                                                       | Edge se alzó con el Campeonato Mundial Peso Completo.                                                                       | Edge se alzó con el Campeonato Mundial Peso Completo.                                                                       |
| Notas    | Notas         | * Kofi Kingston iba a participar, pero fue atacado duramente por Edge mientras ingresaba a combatir, quedando inhabilitado. | * Kofi Kingston iba a participar, pero fue atacado duramente por Edge mientras ingresaba a combatir, quedando inhabilitado. | * Kofi Kingston iba a participar, pero fue atacado duramente por Edge mientras ingresaba a combatir, quedando inhabilitado. | * Kofi Kingston iba a participar, pero fue atacado duramente por Edge mientras ingresaba a combatir, quedando inhabilitado. | * Kofi Kingston iba a participar, pero fue atacado duramente por Edge mientras ingresaba a combatir, quedando inhabilitado. |

### Elimination Chamber X
El 21 de febrero de 2010 en el evento Elimination Chamber, se realizó un combate en una Elimination Chamber con el Campeonato de la WWE en juego. Tuvo como participantes a Sheamus (c), Ted DiBiase, Randy Orton, Kofi Kingston, John Cena y Triple H.
| N.º      | Luchador      | En | Eliminado por | Movimiento de eliminación | Tiempo | |
| -------- | ------------- | --- | --- | --- | --- | --- |
| 1        | Randy Orton   | 4 | Ted DiBiase | Golpe con un caño de acero de DiBiase y "Attitude Adjustment" de Cena. | 24:00 | |
| 2        | Ted DiBiase   | 5 | Kofi Kingston | "Trouble in Paradise". | 25:33 | |
| 3        | Kofi Kingston | 2 | Sheamus | "High Cross". | 26:14 | |
| 4        | Sheamus       | 1 | Triple H | "Pedigree". | 28:38 | |
| 5        | Triple H      | 3 | John Cena | "STF". | 30:34 | |
| GANADOR: | GANADOR:      | John Cena logró ganar el Campeonato de la WWE. | John Cena logró ganar el Campeonato de la WWE. | John Cena logró ganar el Campeonato de la WWE. | John Cena logró ganar el Campeonato de la WWE. | John Cena logró ganar el Campeonato de la WWE. |
| Notas    | Notas         | * Durante la lucha, Cody Rhodes interfirió pasándole un caño de acero a DiBiase para atacar a Orton. * Tras su triunfo, Cena se vio obligado por Mr. McMahon a enfrentar a Batista, perdiendo el campeonato. | * Durante la lucha, Cody Rhodes interfirió pasándole un caño de acero a DiBiase para atacar a Orton. * Tras su triunfo, Cena se vio obligado por Mr. McMahon a enfrentar a Batista, perdiendo el campeonato. | * Durante la lucha, Cody Rhodes interfirió pasándole un caño de acero a DiBiase para atacar a Orton. * Tras su triunfo, Cena se vio obligado por Mr. McMahon a enfrentar a Batista, perdiendo el campeonato. | * Durante la lucha, Cody Rhodes interfirió pasándole un caño de acero a DiBiase para atacar a Orton. * Tras su triunfo, Cena se vio obligado por Mr. McMahon a enfrentar a Batista, perdiendo el campeonato. | * Durante la lucha, Cody Rhodes interfirió pasándole un caño de acero a DiBiase para atacar a Orton. * Tras su triunfo, Cena se vio obligado por Mr. McMahon a enfrentar a Batista, perdiendo el campeonato. |

### Elimination Chamber XI
El 21 de febrero de 2010 en el evento Elimination Chamber, se realizó un combate en una Elimination Chamber con el Campeonato Mundial Peso Pesado en juego. Tuvo como participantes a The Undertaker (c), CM Punk, Chris Jericho, John Morrison, Rey Mysterio y R-Truth.
| N.º      | Luchador       | En                                                                                   | Eliminado por                                                                        | Movimiento de eliminación                                                            | Tiempo                                                                               |                                                                                      |
| -------- | -------------- | ------------------------------------------------------------------------------------ | ------------------------------------------------------------------------------------ | ------------------------------------------------------------------------------------ | ------------------------------------------------------------------------------------ | ------------------------------------------------------------------------------------ |
| 1        | R-Truth        | 1                                                                                    | CM Punk                                                                              | "Go To Sleep".                                                                       | 3:34                                                                                 |                                                                                      |
| 2        | CM Punk        | 2                                                                                    | Rey Mysterio                                                                         | "Super Huricanrana" sobre el suelo de acero y "Springboard Splash".                  | 9:59                                                                                 |                                                                                      |
| 3        | Rey Mysterio   | 3                                                                                    | John Morrison                                                                        | "Starship Pain".                                                                     | 20:02                                                                                |                                                                                      |
| 4        | John Morrison  | 5                                                                                    | The Undertaker                                                                       | "Chokeslam" sobre el suelo de acero.                                                 | 28:25                                                                                |                                                                                      |
| 5        | The Undertaker | 6                                                                                    | Chris Jericho                                                                        | "Sweet Chin Music" de Shawn Michaels.                                                | 35:38                                                                                |                                                                                      |
| GANADOR: | GANADOR:       | Chris Jericho ganó el Campeonato Mundial Peso Pesado.                                | Chris Jericho ganó el Campeonato Mundial Peso Pesado.                                | Chris Jericho ganó el Campeonato Mundial Peso Pesado.                                | Chris Jericho ganó el Campeonato Mundial Peso Pesado.                                | Chris Jericho ganó el Campeonato Mundial Peso Pesado.                                |
| Notas    | Notas          | * Durante la lucha, Shawn Michaels le aplicó un «Sweet Chin Music» a The Undertaker. | * Durante la lucha, Shawn Michaels le aplicó un «Sweet Chin Music» a The Undertaker. | * Durante la lucha, Shawn Michaels le aplicó un «Sweet Chin Music» a The Undertaker. | * Durante la lucha, Shawn Michaels le aplicó un «Sweet Chin Music» a The Undertaker. | * Durante la lucha, Shawn Michaels le aplicó un «Sweet Chin Music» a The Undertaker. |

### Elimination Chamber XII
El 20 de febrero de 2011 en el evento Elimination Chamber, se realizó un combate en una Elimination Chamber con el Campeonato Mundial Peso Pesado en juego. Tuvo como participantes a Edge (c), Wade Barrett, Drew McIntyre, Kane, Rey Mysterio y The Big Show.
| N.º      | Luchador      | En | Eliminado por | Movimiento de eliminación | Tiempo | |
| -------- | ------------- | --- | --- | --- | --- | --- |
| 1        | Wade Barrett  | 3 | The Big Show | "K.O. Punch". | 18:28 | |
| 2        | The Big Show  | 6 | Kane | Variadas técnicas y finalmente un "Chokeslam" de Kane.                                                                                           | 20:35 | |
| 3        | Drew McIntyre | 5 | Kane | "Chokeslam". | 20:45 | |
| 4        | Kane          | 4 | Edge | "Spear". | 24:36 | |
| 5        | Rey Mysterio  | 2 | Edge | "Spear" en el aire. | 32:41 | |
| GANADOR: | GANADOR:      | Edge conservó el Campeonato Mundial Pesado. | Edge conservó el Campeonato Mundial Pesado. | Edge conservó el Campeonato Mundial Pesado. | Edge conservó el Campeonato Mundial Pesado. | Edge conservó el Campeonato Mundial Pesado. |
| Notas    | Notas         | * Kane atacó a Edge y Mysterio después de ser eliminado. * Después de la lucha, Alberto Del Rio atacó a Edge, quien fue defendido por Christian. | * Kane atacó a Edge y Mysterio después de ser eliminado. * Después de la lucha, Alberto Del Rio atacó a Edge, quien fue defendido por Christian. | * Kane atacó a Edge y Mysterio después de ser eliminado. * Después de la lucha, Alberto Del Rio atacó a Edge, quien fue defendido por Christian. | * Kane atacó a Edge y Mysterio después de ser eliminado. * Después de la lucha, Alberto Del Rio atacó a Edge, quien fue defendido por Christian. | * Kane atacó a Edge y Mysterio después de ser eliminado. * Después de la lucha, Alberto Del Rio atacó a Edge, quien fue defendido por Christian. |

### Elimination Chamber XIII
El 20 de febrero de 2011 en el evento Elimination Chamber, se realizó un combate en una Elimination Chamber por la oportunidad de retar al Campeón de la WWE en WrestleMania XXVII. Tuvo como participantes a CM Punk, King Sheamus, John Morrison, Randy Orton, John Cena y R-Truth.
| N.º      | Luchador      | En | Eliminado por | Movimiento de eliminación | Tiempo | |
| -------- | ------------- | --- | --- | --- | --- | --- |
| 1        | R-Truth       | 5 | King Sheamus | "Brogue Kick". | 17:35 | |
| 2        | Randy Orton   | 3 | CM Punk | "Go To Sleep". | 21:35 | |
| 3        | King Sheamus  | 2 | John Morrison | "Knee Smash" desde el techo de la estructura. | 26:30 | |
| 4        | John Morrison | 1 | CM Punk | "Go To Sleep". | 31:15 | |
| 5        | CM Punk       | 6 | John Cena | "Attitude Adjustment" sobre el suelo de acero. | 33:15 | |
| GANADOR: | GANADOR:      | John Cena obtuvo una oportunidad para retar al Campeón de la WWE en WrestleMania XXVII.                                                            | John Cena obtuvo una oportunidad para retar al Campeón de la WWE en WrestleMania XXVII.                                                            | John Cena obtuvo una oportunidad para retar al Campeón de la WWE en WrestleMania XXVII.                                                            | John Cena obtuvo una oportunidad para retar al Campeón de la WWE en WrestleMania XXVII.                                                            | John Cena obtuvo una oportunidad para retar al Campeón de la WWE en WrestleMania XXVII.                                                            |
| Notas    | Notas         | * Punk fue eliminado por Orton por haberse atascado en la cámara, pero el Gerente general anónimo de Raw le dio la oportunidad de volver a luchar. | * Punk fue eliminado por Orton por haberse atascado en la cámara, pero el Gerente general anónimo de Raw le dio la oportunidad de volver a luchar. | * Punk fue eliminado por Orton por haberse atascado en la cámara, pero el Gerente general anónimo de Raw le dio la oportunidad de volver a luchar. | * Punk fue eliminado por Orton por haberse atascado en la cámara, pero el Gerente general anónimo de Raw le dio la oportunidad de volver a luchar. | * Punk fue eliminado por Orton por haberse atascado en la cámara, pero el Gerente general anónimo de Raw le dio la oportunidad de volver a luchar. |

### Elimination Chamber XIV
El 19 de febrero de 2012 en el evento Elimination Chamber se realizó un combate en una Elimination Chamber con el Campeonato de la WWE en juego. Tuvo como participantes a CM Punk (c), The Miz, Dolph Ziggler, Chris Jericho, Kofi Kingston y R-Truth.
| N.º      | Luchador      | En | Eliminado por | Movimiento de eliminación | Tiempo | |
| -------- | ------------- | --- | --- | --- | --- | --- |
| 1        | R-Truth       | 4 | CM Punk | "Diving Elbow Drop". | 12:02 | |
| 2        | Dolph Ziggler | 3 | Chris Jericho | "Codebreaker". | 22:31 | |
| 3        | Kofi Kingston | 2 | Chris Jericho | "Liontamer". | 26:32 | |
| 4        | Chris Jericho | 6 | N/A | Fue sacado luego de una lesión provocada por Punk. | 28:10 | |
| 5        | The Miz       | 5 | CM Punk | "Go To Sleep". | 32:39 | |
| GANADOR: | GANADOR:      | CM Punk consiguió salir de la jaula con el Campeonato de la WWE. | CM Punk consiguió salir de la jaula con el Campeonato de la WWE. | CM Punk consiguió salir de la jaula con el Campeonato de la WWE. | CM Punk consiguió salir de la jaula con el Campeonato de la WWE. | CM Punk consiguió salir de la jaula con el Campeonato de la WWE. |
| Notas    | Notas         | * Durante la lucha, Jericho sufrió una contusión tras recibir una Roundhouse Kick de CM Punk e impactar contra un camarógrafo, por lo que fue expulsado del combate. | * Durante la lucha, Jericho sufrió una contusión tras recibir una Roundhouse Kick de CM Punk e impactar contra un camarógrafo, por lo que fue expulsado del combate. | * Durante la lucha, Jericho sufrió una contusión tras recibir una Roundhouse Kick de CM Punk e impactar contra un camarógrafo, por lo que fue expulsado del combate. | * Durante la lucha, Jericho sufrió una contusión tras recibir una Roundhouse Kick de CM Punk e impactar contra un camarógrafo, por lo que fue expulsado del combate. | * Durante la lucha, Jericho sufrió una contusión tras recibir una Roundhouse Kick de CM Punk e impactar contra un camarógrafo, por lo que fue expulsado del combate. |

### Elimination Chamber XV
El 19 de febrero de 2012 en el evento Elimination Chamber, se realizó un combate en una Elimination Chamber con el Campeonato Mundial Peso Pesado en juego. Tuvo como participantes a Daniel Bryan (c), Wade Barrett, Cody Rhodes, The Great Khali, The Big Show y Santino Marella.
| N.º      | Luchador        | En                                                     | Eliminado por                                          | Movimiento de eliminación                                                                      | Tiempo                                                 |                                                        |
| -------- | --------------- | ------------------------------------------------------ | ------------------------------------------------------ | ---------------------------------------------------------------------------------------------- | ------------------------------------------------------ | ------------------------------------------------------ |
| 1        | The Great Khali | 5                                                      | The Big Show                                           | "Spear".                                                                                       | 19:25                                                  |                                                        |
| 2        | The Big Show    | 1                                                      | Cody Rhodes                                            | 2 "Beautiful Disasters" de Rhodes, "Mini DDT" de Rhodes y "Second-Rope Elbow Drop" de Barrett. | 24:18                                                  |                                                        |
| 3        | Cody Rhodes     | 3                                                      | Santino Marella                                        | "Roll-Up".                                                                                     | 25:00                                                  |                                                        |
| 4        | Wade Barrett    | 2                                                      | Santino Marella                                        | "Diving Headbutt" de Bryan.                                                                    | 30:37                                                  |                                                        |
| 5        | Santino Marella | 4                                                      | Daniel Bryan                                           | "YES! Lock".                                                                                   | 34:04                                                  |                                                        |
| GANADOR: | GANADOR:        | Daniel Bryan se mantuvo como Campeón Mundial Completo. | Daniel Bryan se mantuvo como Campeón Mundial Completo. | Daniel Bryan se mantuvo como Campeón Mundial Completo.                                         | Daniel Bryan se mantuvo como Campeón Mundial Completo. | Daniel Bryan se mantuvo como Campeón Mundial Completo. |

### Elimination Chamber XVI
El 17 de febrero de 2013 en el evento Elimination Chamber, se realizó un combate en una Elimination Chamber por la oportunidad de retar al Campeón Mundial Peso Pesado en WrestleMania 29. Tuvo como participantes a Jack Swagger (con Zeb Colter), Mark Henry, Randy Orton, Chris Jericho, Daniel Bryan y Kane.
| N.º      | Luchador      | En                                                                                                  | Eliminado por                                                                                       | Movimiento de eliminación                                                                           | Tiempo                                                                                              | |
| -------- | ------------- | --------------------------------------------------------------------------------------------------- | --------------------------------------------------------------------------------------------------- | --------------------------------------------------------------------------------------------------- | --------------------------------------------------------------------------------------------------- | --------------------------------------------------------------------------------------------------- |
| 1        | Daniel Bryan  | 2                                                                                                   | Mark Henry                                                                                          | "World's Strongest Slam".                                                                           | 16:35                                                                                               | |
| 2        | Kane          | 4                                                                                                   | Mark Henry                                                                                          | "World's Strongest Slam".                                                                           | 18:21                                                                                               | |
| 3        | Mark Henry    | 6                                                                                                   | Randy Orton                                                                                         | "Big Boot" de Swagger, "Codebreaker" de Jericho y "RKO".                                            | 23:19                                                                                               | |
| 4        | Chris Jericho | 1                                                                                                   | Randy Orton                                                                                         | "RKO".                                                                                              | 31:16                                                                                               | |
| 5        | Randy Orton   | 5                                                                                                   | Jack Swagger                                                                                        | "Roll-Up".                                                                                          | 31:21                                                                                               | |
| GANADOR: | GANADOR:      | Jack Swagger pudo convertirse en contendiente al Campeonato Mundial Peso Pesado en WrestleMania 29. | Jack Swagger pudo convertirse en contendiente al Campeonato Mundial Peso Pesado en WrestleMania 29. | Jack Swagger pudo convertirse en contendiente al Campeonato Mundial Peso Pesado en WrestleMania 29. | Jack Swagger pudo convertirse en contendiente al Campeonato Mundial Peso Pesado en WrestleMania 29. | Jack Swagger pudo convertirse en contendiente al Campeonato Mundial Peso Pesado en WrestleMania 29. |
| Notas    | Notas         | * Henry les aplicó un "World's Strongest Slam" a Swagger, Orton y Jericho tras ser eliminado.       | * Henry les aplicó un "World's Strongest Slam" a Swagger, Orton y Jericho tras ser eliminado.       | * Henry les aplicó un "World's Strongest Slam" a Swagger, Orton y Jericho tras ser eliminado.       | * Henry les aplicó un "World's Strongest Slam" a Swagger, Orton y Jericho tras ser eliminado.       | * Henry les aplicó un "World's Strongest Slam" a Swagger, Orton y Jericho tras ser eliminado.       |

### Elimination Chamber XVII
El 23 de febrero de 2014 en el evento Elimination Chamber se realizó un combate en una Elimination Chamber con el Campeonato Mundial Peso Pesado de la WWE en juego. Tuvo como participantes a Randy Orton (c), Cesaro (con Zeb Colter), Christian, Daniel Bryan, Sheamus y John Cena.
| N.º      | Luchador     | En | Eliminado por | Movimiento de eliminación                                                                                                | Tiempo | |
| -------- | ------------ | --- | --- | --- | --- | --- |
| 1        | Sheamus      | 1 | Christian | «Splash» desde lo alto de la cúpula.                                                                                     | 26:34 | |
| 2        | Christian    | 3 | Daniel Bryan | «Running Knee» | 27:12 | |
| 3        | Cesaro       | 4 | John Cena | «Attitude Adjustment» contra la parrilla y «STF».                                                                        | 31:14 | |
| 4        | John Cena    | 5 | Randy Orton | «Sister Abigail» de Bray Wyatt.                                                                                          | 33:42 | |
| 5        | Daniel Bryan | 2 | Randy Orton | «RKO» | 37:36 | |
| GANADOR: | GANADOR:     | Randy Orton conservó su Campeonato Mundial Peso Pesado de la WWE.                                                        | Randy Orton conservó su Campeonato Mundial Peso Pesado de la WWE.                                                        | Randy Orton conservó su Campeonato Mundial Peso Pesado de la WWE.                                                        | Randy Orton conservó su Campeonato Mundial Peso Pesado de la WWE.                                                        | Randy Orton conservó su Campeonato Mundial Peso Pesado de la WWE.                                                        |
| Notas    | Notas        | * Durante la lucha, The Wyatt Family interfirió atacando a Cena y a Bryan, quien a su vez, también fue atacado por Kane. | * Durante la lucha, The Wyatt Family interfirió atacando a Cena y a Bryan, quien a su vez, también fue atacado por Kane. | * Durante la lucha, The Wyatt Family interfirió atacando a Cena y a Bryan, quien a su vez, también fue atacado por Kane. | * Durante la lucha, The Wyatt Family interfirió atacando a Cena y a Bryan, quien a su vez, también fue atacado por Kane. | * Durante la lucha, The Wyatt Family interfirió atacando a Cena y a Bryan, quien a su vez, también fue atacado por Kane. |

### Elimination Chamber XVIII
El 31 de mayo de 2015 en el evento Elimination Chamber, se realizó un combate en una Elimination Chamber con el Campeonato en Parejas de la WWE en juego, siendo esta versión la primera en tener parejas en vez de luchadores individuales. Tuvo como participantes a The New Day (Big E, Kofi Kingston & Xavier Woods) (c), Cesaro & Tyson Kidd (con Natalya), The Lucha Dragons (Kalisto & Sin Cara), The Prime Time Players (Titus O'Neil & Darren Young), The Ascension (Konnor & Viktor) y Los Matadores (Diego & Fernando) (con El Torito).
| N.º      | Luchador     | Equipo                                                                 | En                                                                     | Eliminado por                                                          | Movimiento de eliminación                                              | Tiempo                                                                 |                                                                        |
| -------- | ------------ | ---------------------------------------------------------------------- | ---------------------------------------------------------------------- | ---------------------------------------------------------------------- | ---------------------------------------------------------------------- | ---------------------------------------------------------------------- | ---------------------------------------------------------------------- |
| 1        | Fernando     | Los Matadores                                                          | 4                                                                      | The Ascension                                                          | «Fall of Man»                                                          | 10:22                                                                  |                                                                        |
| 2        | Kalisto      | The Lucha Dragons                                                      | 1                                                                      | Konnor (The Ascension)                                                 | «Fall of Man»                                                          | 11:20                                                                  |                                                                        |
| 3        | Viktor       | The Ascension                                                          | 2                                                                      | Darren Young (The Prime Time Players)                                  | «Gut Check»                                                            | 13:20                                                                  |                                                                        |
| 4        | Cesaro       | Cesaro & Tyson Kidd                                                    | 3                                                                      | Darren Young (The Prime Time Players)                                  | «Roll up»                                                              | 18:18                                                                  |                                                                        |
| 5        | Titus O'Neil | The Prime Time Players                                                 | 5                                                                      | Big E, Kingston y Woods (The New Day)                                  | «Trouble In Paradise»                                                  | 23:30                                                                  |                                                                        |
| GANADOR: | GANADOR:     | The New Day lograron retener sus Campeonatos en Parejas de la WWE.     | The New Day lograron retener sus Campeonatos en Parejas de la WWE.     | The New Day lograron retener sus Campeonatos en Parejas de la WWE.     | The New Day lograron retener sus Campeonatos en Parejas de la WWE.     | The New Day lograron retener sus Campeonatos en Parejas de la WWE.     |                                                                        |
| Notas    | Notas        | * Fue la primera vez que participaron equipos en este tipo de combate. | * Fue la primera vez que participaron equipos en este tipo de combate. | * Fue la primera vez que participaron equipos en este tipo de combate. | * Fue la primera vez que participaron equipos en este tipo de combate. | * Fue la primera vez que participaron equipos en este tipo de combate. | * Fue la primera vez que participaron equipos en este tipo de combate. |

### Elimination Chamber XIX
El 31 de mayo de 2015 en el evento Elimination Chamber, se realizó un combate en una Elimination Chamber con el Campeonato Intercontinental en juego. Tuvo como participantes a Mark Henry, Sheamus, King Barrett, Dolph Ziggler, R-Truth y Ryback.
| N.º      | Luchador      | En | Eliminado por | Movimiento de eliminación | Tiempo |                                                                 |
| -------- | ------------- | --- | --- | --- | --- | --------------------------------------------------------------- |
| 1        | King Barrett  | 2 | R-Truth | «Lie Detector» | 10:05 |                                                                 |
| 2        | R-Truth       | 3 | Ryback | «Shell Shock» | 14:00 |                                                                 |
| 3        | Mark Henry    | 4 | Sheamus | «Brogue Kick» | 17:20 |                                                                 |
| 4        | Dolph Ziggler | 1 | Sheamus | «Brogue Kick» | 20:25 |                                                                 |
| 5        | Sheamus       | 6 | Ryback | «Shell Shock» | 25:12 |                                                                 |
| GANADOR: | GANADOR:      | Ryback pudo hacerse con el vacante Campeonato Intercontinental. | Ryback pudo hacerse con el vacante Campeonato Intercontinental. | Ryback pudo hacerse con el vacante Campeonato Intercontinental. | Ryback pudo hacerse con el vacante Campeonato Intercontinental. | Ryback pudo hacerse con el vacante Campeonato Intercontinental. |
| Notas    | Notas         | * Durante la lucha, Henry salió antes de tiempo debido a que Barrett empujara a Ziggler en el interior de la cámara donde estaba. * Originalmente Rusev iba a participar en este lucha, pero debido a una lesión fue sustituido por Henry. * Fue la primera y única ocasión en que se apostó el histórico Campeonato Intercontinental dentro de la estructura. | * Durante la lucha, Henry salió antes de tiempo debido a que Barrett empujara a Ziggler en el interior de la cámara donde estaba. * Originalmente Rusev iba a participar en este lucha, pero debido a una lesión fue sustituido por Henry. * Fue la primera y única ocasión en que se apostó el histórico Campeonato Intercontinental dentro de la estructura. | * Durante la lucha, Henry salió antes de tiempo debido a que Barrett empujara a Ziggler en el interior de la cámara donde estaba. * Originalmente Rusev iba a participar en este lucha, pero debido a una lesión fue sustituido por Henry. * Fue la primera y única ocasión en que se apostó el histórico Campeonato Intercontinental dentro de la estructura. | * Durante la lucha, Henry salió antes de tiempo debido a que Barrett empujara a Ziggler en el interior de la cámara donde estaba. * Originalmente Rusev iba a participar en este lucha, pero debido a una lesión fue sustituido por Henry. * Fue la primera y única ocasión en que se apostó el histórico Campeonato Intercontinental dentro de la estructura. |                                                                 |

### Elimination Chamber XX
El 12 de febrero de 2017 en el evento Elimination Chamber, se realizó un combate en una Elimination Chamber con el Campeonato de la WWE en juego. Tuvo como participantes a John Cena (C), Baron Corbin, Dean Ambrose, Bray Wyatt, The Miz y AJ Styles.
| N.º      | Luchador     | En                                                                   | Eliminado por                                                        | Movimiento de eliminación                                            | Tiempo                                                               |                                                                      |
| -------- | ------------ | -------------------------------------------------------------------- | -------------------------------------------------------------------- | -------------------------------------------------------------------- | -------------------------------------------------------------------- | -------------------------------------------------------------------- |
| 1        | Baron Corbin | 5                                                                    | Dean Ambrose                                                         | «Roll-up»                                                            | 20:40                                                                |                                                                      |
| 2        | Dean Ambrose | 3                                                                    | The Miz                                                              | «End of Days» de Corbin                                              | 22:46                                                                |                                                                      |
| 3        | The Miz      | 6                                                                    | John Cena                                                            | «Attitude Adjustment»                                                | 25:33                                                                |                                                                      |
| 4        | John Cena    | 1                                                                    | Bray Wyatt                                                           | «Sister Abigail»                                                     | 30:01                                                                |                                                                      |
| 5        | AJ Styles    | 2                                                                    | Bray Wyatt                                                           | «Sister Abigail»                                                     | 34:20                                                                |                                                                      |
| GANADOR: | GANADOR:     | Bray Wyatt ganó el Campeonato de la WWE.                             | Bray Wyatt ganó el Campeonato de la WWE.                             | Bray Wyatt ganó el Campeonato de la WWE.                             | Bray Wyatt ganó el Campeonato de la WWE.                             | Bray Wyatt ganó el Campeonato de la WWE.                             |
| Notas    | Notas        | * Corbin le aplicó un "End of Days" a Ambrose tras quedar eliminado. | * Corbin le aplicó un "End of Days" a Ambrose tras quedar eliminado. | * Corbin le aplicó un "End of Days" a Ambrose tras quedar eliminado. | * Corbin le aplicó un "End of Days" a Ambrose tras quedar eliminado. | * Corbin le aplicó un "End of Days" a Ambrose tras quedar eliminado. |

### Elimination Chamber XXI
El 25 de febrero de 2018 en el evento Elimination Chamber, se realizó un combate en una Elimination Chamber con el Campeonato Femenino de Raw en juego, siendo esta versión la primera en donde participaron luchadoras de la división femenina de WWE. Tuvo como participantes a Alexa Bliss (c), Mickie James, Sasha Banks, Bayley, Sonya Deville y Mandy Rose.
| N.º       | Luchadora     | En                                                          | Eliminado por                                               | Movimiento de eliminación                                   | Tiempo                                                      |                                                             |
| --------- | ------------- | ----------------------------------------------------------- | ----------------------------------------------------------- | ----------------------------------------------------------- | ----------------------------------------------------------- | ----------------------------------------------------------- |
| 1         | Mandy Rose    | 3                                                           | Sasha Banks                                                 | «Bank Statement»                                            | 13:50                                                       |                                                             |
| 2         | Sonya Deville | 2                                                           | Mickie James                                                | «Diving Seated Senton» desde encima de una cápsula          | 17:35                                                       |                                                             |
| 3         | Mickie James  | 5                                                           | Bayley                                                      | «Bayley to Belly»                                           | 18:00                                                       |                                                             |
| 4         | Bayley        | 1                                                           | Alexa Bliss                                                 | «Roll-up»                                                   | 25:30                                                       |                                                             |
| 5         | Sasha Banks   | 4                                                           | Alexa Bliss                                                 | «DDT» desde la tercera cuerda                               | 29:35                                                       |                                                             |
| GANADORA: | GANADORA:     | Alexa Bliss logró mantenerse como Campeona Femenina de Raw. | Alexa Bliss logró mantenerse como Campeona Femenina de Raw. | Alexa Bliss logró mantenerse como Campeona Femenina de Raw. | Alexa Bliss logró mantenerse como Campeona Femenina de Raw. | Alexa Bliss logró mantenerse como Campeona Femenina de Raw. |
| Notas     | Notas         | * Fue la primera edición femenina de este tipo de reyerta.  | * Fue la primera edición femenina de este tipo de reyerta.  | * Fue la primera edición femenina de este tipo de reyerta.  | * Fue la primera edición femenina de este tipo de reyerta.  | * Fue la primera edición femenina de este tipo de reyerta.  |

### Elimination Chamber XXII
El 25 de febrero de 2018 en el evento Elimination Chamber, se realizó un combate en una Elimination Chamber por la oportunidad de retar al Campeón Universal de la WWE en WrestleMania 34, siendo esta versión la primera en donde participaron 7 luchadores. Tuvo como participantes a Braun Strowman, Elias, John Cena, Roman Reigns, The Miz, Seth Rollins y Finn Bálor.
| N.º      | Luchador       | En | Eliminado por | Movimiento de eliminación | Tiempo | |
| -------- | -------------- | --- | --- | --- | --- | --- |
| 1        | The Miz        | 3 | Braun Strowman | «Running Powerslam» | 20:20 | |
| 2        | Elias          | 7 | Braun Strowman | «Running Powerslam» | 25:55 | |
| 3        | John Cena      | 4 | Braun Strowman | «Running Powerslam» | 26:25 | |
| 4        | Finn Bálor     | 1 | Braun Strowman | «Running Powerslam» | 30:45 | |
| 5        | Seth Rollins   | 2 | Braun Strowman | «Running Powerslam» | 36:40 | |
| 6        | Braun Strowman | 6 | Roman Reigns | «Spear» | 40:15 | |
| GANADOR: | GANADOR:       | Roman Reigns pudo obtener un combate por el Campeonato Universal de la WWE en WrestleMania 34.                                                    | Roman Reigns pudo obtener un combate por el Campeonato Universal de la WWE en WrestleMania 34.                                                    | Roman Reigns pudo obtener un combate por el Campeonato Universal de la WWE en WrestleMania 34.                                                    | Roman Reigns pudo obtener un combate por el Campeonato Universal de la WWE en WrestleMania 34.                                                    | Roman Reigns pudo obtener un combate por el Campeonato Universal de la WWE en WrestleMania 34.                                                    |
| Notas    | Notas          | * Después de la lucha, Strowman atacó a Reigns. * Hasta entonces, esta es la primera y única lucha de 7 hombres dentro de la Elimination Chamber. | * Después de la lucha, Strowman atacó a Reigns. * Hasta entonces, esta es la primera y única lucha de 7 hombres dentro de la Elimination Chamber. | * Después de la lucha, Strowman atacó a Reigns. * Hasta entonces, esta es la primera y única lucha de 7 hombres dentro de la Elimination Chamber. | * Después de la lucha, Strowman atacó a Reigns. * Hasta entonces, esta es la primera y única lucha de 7 hombres dentro de la Elimination Chamber. | * Después de la lucha, Strowman atacó a Reigns. * Hasta entonces, esta es la primera y única lucha de 7 hombres dentro de la Elimination Chamber. |

### Elimination Chamber XXIII
El 17 de febrero de 2019 en el evento Elimination Chamber, se realizó un combate en un Elimination Chamber por el inaugural Campeonato Femenino en Parejas de la WWE, siendo esta versión la primera en presentar equipos femeninos y la segunda en tener parejas. Tuvo como participantes a Nia Jax & Tamina, The Riott Squad (Sarah Logan & Liv Morgan), Mandy Rose & Sonya Deville, The IIconics (Peyton Royce & Billie Kay), The Boss 'N' Hug Connection (Bayley & Sasha Banks) y Naomi & Carmella.
| N.º        | Luchadora                 | Equipo | En | Eliminado por | Movimiento de eliminación                                                                                                | Tiempo |
| ---------- | ------------------------- | --- | --- | --- | --- | --- |
| 1          | Naomi                     | Naomi & Carmella | 5 | The IIconics | «Roll-up» | 17:10 |
| 2          | Billie Kay & Peyton Royce | The IIconics | 4 | Nia Jax & Tamina | «Samoan Drop» | 20:15 |
| 3          | Liv Morgan & Sarah Logan  | The Riott Squad | 3 | Tamina | «Superfly Splash» | 25:05 |
| 4          | Tamina                    | Nia Jax & Tamina | 6 | Sasha Banks, Bayley, Mandy Rose & Sonya Deville                                                                          | «Diving Elbow Drop» de Bayley                                                                                            | 27:05 |
| 5          | Sonya Deville             | Mandy Rose & Sonya Deville                                                                                               | 2 | Sasha Banks | «Bank Statement» | 33:00 |
| GANADORAS: | GANADORAS:                | The Boss 'N' Hug Connection (Bayley & Sasha Banks) ganaron el recién instaurado Campeonato Femenino en Parejas de la WWE | The Boss 'N' Hug Connection (Bayley & Sasha Banks) ganaron el recién instaurado Campeonato Femenino en Parejas de la WWE | The Boss 'N' Hug Connection (Bayley & Sasha Banks) ganaron el recién instaurado Campeonato Femenino en Parejas de la WWE | The Boss 'N' Hug Connection (Bayley & Sasha Banks) ganaron el recién instaurado Campeonato Femenino en Parejas de la WWE | The Boss 'N' Hug Connection (Bayley & Sasha Banks) ganaron el recién instaurado Campeonato Femenino en Parejas de la WWE |

### Elimination Chamber XXIV
El 17 de febrero de 2019 en el evento Elimination Chamber, se realizó un combate en una Elimination Chamber con el Campeonato de la WWE en juego. Tuvo como participantes a Daniel Bryan (c), Jeff Hardy, AJ Styles, Samoa Joe, Kofi Kingston y Randy Orton.
| N.º      | Luchador      | En | Eliminado por | Movimiento de eliminación | Tiempo | |
| -------- | ------------- | --- | --- | --- | --- | --- |
| 1        | Samoa Joe     | 1 | AJ Styles | «Phenomenal Forearm» | 14:35 | |
| 2        | Jeff Hardy    | 5 | Daniel Bryan | «Running Knee» | 18:00 | |
| 3        | AJ Styles     | 4 | Randy Orton | «RKO» | 22:25 | |
| 4        | Randy Orton   | 3 | Kofi Kingston | «Trouble in Paradise» | 25:05 | |
| 5        | Kofi Kingston | 6 | Daniel Bryan | «Running Knee» | 36:40 | |
| GANADOR: | GANADOR:      | Daniel Bryan consiguió retener el Campeonato de la WWE                                                                        | Daniel Bryan consiguió retener el Campeonato de la WWE                                                                        | Daniel Bryan consiguió retener el Campeonato de la WWE                                                                        | Daniel Bryan consiguió retener el Campeonato de la WWE                                                                        | Daniel Bryan consiguió retener el Campeonato de la WWE                                                                        |
| Notas    | Notas         | * Originalmente Mustafa Ali sería un participante de la lucha, pero fue reemplazado por Kofi Kingston tras sufrir una lesión. | * Originalmente Mustafa Ali sería un participante de la lucha, pero fue reemplazado por Kofi Kingston tras sufrir una lesión. | * Originalmente Mustafa Ali sería un participante de la lucha, pero fue reemplazado por Kofi Kingston tras sufrir una lesión. | * Originalmente Mustafa Ali sería un participante de la lucha, pero fue reemplazado por Kofi Kingston tras sufrir una lesión. | * Originalmente Mustafa Ali sería un participante de la lucha, pero fue reemplazado por Kofi Kingston tras sufrir una lesión. |

### Elimination Chamber XXV
El 8 de marzo de 2020 en el evento Elimination Chamber, se realizó un combate en una Elimination Chamber por los Campeonatos en Parejas de SmackDown. Tuvo como participantes a John Morrison & The Miz (c), The Usos (Jimmy Uso & Jey Uso), The New Day (Kofi Kingston & Big E), Lucha House Party (Gran Metalik & Lince Dorado), Heavy Machinery (Otis & Tucker) y Dolph Ziggler & Robert Roode.
| N.º      | Luchador                     | Equipo                                                                            | En                                                                                | Eliminado por                                                                     | Movimiento de eliminación                                                         | Tiempo                                                                            |
| -------- | ---------------------------- | --------------------------------------------------------------------------------- | --------------------------------------------------------------------------------- | --------------------------------------------------------------------------------- | --------------------------------------------------------------------------------- | --------------------------------------------------------------------------------- |
| 1        | Gran Metalik                 | Lucha House Party                                                                 | 3                                                                                 | Otis (Heavy Machinery)                                                            | «Project Mayhem»                                                                  | 17:15                                                                             |
| 2        | Tucker                       | Heavy Machinery                                                                   | 5                                                                                 | Roode (Ziggler & Roode)                                                           | «Glorious DDT»                                                                    | 23:45                                                                             |
| 3        | Dolph Ziggler & Robert Roode | Ziggler & Roode                                                                   | 6                                                                                 | Jimmy & Jey (The Usos)                                                            | «Uso Splash» a ambos desde las cámaras.                                           | 25:15                                                                             |
| 4        | Kofi Kingston                | The New Day                                                                       | 2                                                                                 | Miz & Morrison (Miz & Morrison)                                                   | Lo cubrieron tras fallar un «Frog Splash» desde una cámara.                       | 29:05                                                                             |
| 5        | Jey Uso                      | The Usos                                                                          | 1                                                                                 | Miz & Morrison (Miz & Morrison)                                                   | «Roll-up» por parte de ambos                                                      | 32:55                                                                             |
| GANADOR: | GANADOR:                     | The Miz & John Morrison lograron retener sus Campeonatos en Parejas de SmackDown. | The Miz & John Morrison lograron retener sus Campeonatos en Parejas de SmackDown. | The Miz & John Morrison lograron retener sus Campeonatos en Parejas de SmackDown. | The Miz & John Morrison lograron retener sus Campeonatos en Parejas de SmackDown. | The Miz & John Morrison lograron retener sus Campeonatos en Parejas de SmackDown. |

### Elimination Chamber XXVI
El 8 de marzo de 2020 en el evento Elimination Chamber, se realizó un combate en una Elimination Chamber donde la ganadora tendría una oportunidad titular contra la Campeona Femenina de Raw por el título en WrestleMania 36. Las participantes fueron Natalya, Shayna Baszler, Ruby Riott, Liv Morgan, Sarah Logan y Asuka.
| N.º      | Luchadora   | En                                                                                           | Eliminado por                                                                                | Movimiento de eliminación                                                                    | Tiempo                                                                                       |                                                                                              |
| -------- | ----------- | -------------------------------------------------------------------------------------------- | -------------------------------------------------------------------------------------------- | -------------------------------------------------------------------------------------------- | -------------------------------------------------------------------------------------------- | -------------------------------------------------------------------------------------------- |
| 1        | Sarah Logan | 3                                                                                            | Shayna Baszler                                                                               | «Kirifuda Clutch»                                                                            | 7:50                                                                                         |                                                                                              |
| 2        | Ruby Riott  | 2                                                                                            | Shayna Baszler                                                                               | «Kirifuda Clutch»                                                                            | 8:15                                                                                         |                                                                                              |
| 3        | Natalya     | 1                                                                                            | Shayna Baszler                                                                               | «Kirifuda Clutch»                                                                            | 9:30                                                                                         |                                                                                              |
| 4        | Liv Morgan  | 5                                                                                            | Shayna Baszler                                                                               | «Kirifuda Clutch»                                                                            | 15:00                                                                                        |                                                                                              |
| 5        | Asuka       | 6                                                                                            | Shayna Baszler                                                                               | «Kirifuda Clutch»                                                                            | 21:00                                                                                        |                                                                                              |
| GANADOR: | GANADOR:    | Shayna Baszler obtuvo una oportinidad por el Campeonato Femenino de Raw para WrestleMania 36 | Shayna Baszler obtuvo una oportinidad por el Campeonato Femenino de Raw para WrestleMania 36 | Shayna Baszler obtuvo una oportinidad por el Campeonato Femenino de Raw para WrestleMania 36 | Shayna Baszler obtuvo una oportinidad por el Campeonato Femenino de Raw para WrestleMania 36 | Shayna Baszler obtuvo una oportinidad por el Campeonato Femenino de Raw para WrestleMania 36 |

### Elimination Chamber XXVII
El 21 de febrero de 2021 en el evento Elimination Chamber, se realizó un combate en una Elimination Chamber donde el ganador obtendría una oportunidad por el Campeonato Universal de WWE en contra de Roman Reigns en la misma noche. Tuvo como participantes a Daniel Bryan, Cesaro,  Sami Zayn, Jey Uso, Kevin Owens y King Corbin.
| N.º      | Luchador    | En | Eliminado por                                                                                                | Movimiento de eliminación                                                                                    | Tiempo | |
| -------- | ----------- | --- | --- | --- | --- | --- |
| 1        | King Corbin | 3 | Cesaro | «Sharpooster»                                                                                                | 17:45 | |
| 2        | Sami Zayn   | 4 | Kevin Owens                                                                                                  | «Stunner» | 25:30 | |
| 3        | Kevin Owens | 5 | Jey Uso | «Uso Splash»                                                                                                 | 26:50 | |
| 4        | Cesaro      | 2 | Jey Uso | «Uso Splash»                                                                                                 | 32:50 | |
| 5        | Jey Uso     | 6 | Daniel Bryan                                                                                                 | «Running Knee»                                                                                               | 34:20 | |
| GANADOR: | GANADOR:    | Daniel Bryan ganó una oportunidad por el Campeonato Universal esa misma noche después de ganar este combate. | Daniel Bryan ganó una oportunidad por el Campeonato Universal esa misma noche después de ganar este combate. | Daniel Bryan ganó una oportunidad por el Campeonato Universal esa misma noche después de ganar este combate. | Daniel Bryan ganó una oportunidad por el Campeonato Universal esa misma noche después de ganar este combate. | Daniel Bryan ganó una oportunidad por el Campeonato Universal esa misma noche después de ganar este combate. |

### Elimination Chamber XXVIII
El 21 de febrero de 2021 en el evento Elimination Chamber, se realizó un combate en una Elimination Chamber donde el Campeonato de WWE estaba en juego. Tuvo como participantes a Drew McIntyre (c), Randy Orton, AJ Styles, Sheamus, Jeff Hardy y Kofi Kingston.
| N.º      | Luchador      | En | Eliminado por | Movimiento de eliminación | Tiempo | |
| -------- | ------------- | --- | --- | --- | --- | --- |
| 1        | Randy Orton   | 2 | Kofi Kingston | «Roll Up» | 8:50 | |
| 2        | Kofi Kingston | 4 | Sheamus | «Brogue Kick» | 23:30 | |
| 3        | Jeff Hardy    | 1 | Drew McIntyre | «Claymore» | 25:15 | |
| 4        | Sheamus       | 6 | AJ Styles | «Phenomenal Forearm» | 30:15 | |
| 5        | AJ Styles     | 5 | Drew McIntyre | «Claymore» en el aire | 31:19 | |
| GANADOR: | GANADOR:      | Drew McIntyre retuvo el Campeonato de WWE. | Drew McIntyre retuvo el Campeonato de WWE. | Drew McIntyre retuvo el Campeonato de WWE. | Drew McIntyre retuvo el Campeonato de WWE. | Drew McIntyre retuvo el Campeonato de WWE. |
| Notas    | Notas         | * Originalmente The Miz sería un participante de la lucha, pero fue reemplazado por Kofi Kingston tras renunciar a su cupo. * Después de ser eliminado Randy Orton, le aplico un "RKO" a Kingston y a Hardy. * Durante la lucha AJ Styles salió antes de tiempo, debido a que Omos rompiera una de las estructuras de la cámara en la que Styles se encontraba, después salió Adam Pearce expulsando a Omos de la lucha. * Después de la lucha, The Miz canjeó su maletín de Money in the Bank y ganó el Campeonato de WWE. | * Originalmente The Miz sería un participante de la lucha, pero fue reemplazado por Kofi Kingston tras renunciar a su cupo. * Después de ser eliminado Randy Orton, le aplico un "RKO" a Kingston y a Hardy. * Durante la lucha AJ Styles salió antes de tiempo, debido a que Omos rompiera una de las estructuras de la cámara en la que Styles se encontraba, después salió Adam Pearce expulsando a Omos de la lucha. * Después de la lucha, The Miz canjeó su maletín de Money in the Bank y ganó el Campeonato de WWE. | * Originalmente The Miz sería un participante de la lucha, pero fue reemplazado por Kofi Kingston tras renunciar a su cupo. * Después de ser eliminado Randy Orton, le aplico un "RKO" a Kingston y a Hardy. * Durante la lucha AJ Styles salió antes de tiempo, debido a que Omos rompiera una de las estructuras de la cámara en la que Styles se encontraba, después salió Adam Pearce expulsando a Omos de la lucha. * Después de la lucha, The Miz canjeó su maletín de Money in the Bank y ganó el Campeonato de WWE. | * Originalmente The Miz sería un participante de la lucha, pero fue reemplazado por Kofi Kingston tras renunciar a su cupo. * Después de ser eliminado Randy Orton, le aplico un "RKO" a Kingston y a Hardy. * Durante la lucha AJ Styles salió antes de tiempo, debido a que Omos rompiera una de las estructuras de la cámara en la que Styles se encontraba, después salió Adam Pearce expulsando a Omos de la lucha. * Después de la lucha, The Miz canjeó su maletín de Money in the Bank y ganó el Campeonato de WWE. | * Originalmente The Miz sería un participante de la lucha, pero fue reemplazado por Kofi Kingston tras renunciar a su cupo. * Después de ser eliminado Randy Orton, le aplico un "RKO" a Kingston y a Hardy. * Durante la lucha AJ Styles salió antes de tiempo, debido a que Omos rompiera una de las estructuras de la cámara en la que Styles se encontraba, después salió Adam Pearce expulsando a Omos de la lucha. * Después de la lucha, The Miz canjeó su maletín de Money in the Bank y ganó el Campeonato de WWE. |

### Elimination Chamber XXIX
El 19 de febrero de 2022 en el evento Elimination Chamber, se realizó un combate en una Elimination Chamber donde la ganadora tuvo una oportunidad titular contra la Campeona Femenina de Raw por el título en WrestleMania 38. Tuvo como participantes a Liv Morgan, Rhea Ripley, Bianca Belair, Doudrop, Nikki A.S.H. y Alexa Bliss.
| N.º       | Luchadora    | En                                                                                           | Eliminado por                                                                                | Movimiento de eliminación                                                                    | Tiempo                                                                                       |                                                                                              |
| --------- | ------------ | -------------------------------------------------------------------------------------------- | -------------------------------------------------------------------------------------------- | -------------------------------------------------------------------------------------------- | -------------------------------------------------------------------------------------------- | -------------------------------------------------------------------------------------------- |
| 1         | Nikki A.S.H. | 2                                                                                            | Rhea Ripley                                                                                  | «Riptide»                                                                                    | 6:20                                                                                         |                                                                                              |
| 2         | Doudrop      | 3                                                                                            | Liv Morgan                                                                                   | «Sunset Flip»                                                                                | 8:50                                                                                         |                                                                                              |
| 3         | Liv Morgan   | 1                                                                                            | Alexa Bliss                                                                                  | «Twisted Bliss»                                                                              | 12:10                                                                                        |                                                                                              |
| 4         | Rhea Ripley  | 4                                                                                            | Bianca Belair                                                                                | «KOD»                                                                                        | 12:45                                                                                        |                                                                                              |
| 5         | Alexa Bliss  | 5                                                                                            | Bianca Belair                                                                                | «KOD»                                                                                        | 15:45                                                                                        |                                                                                              |
| GANADORA: | GANADORA:    | Bianca Belair obtuvo una oportunidad por el Campeonato Femenino de Raw para WrestleMania 38. | Bianca Belair obtuvo una oportunidad por el Campeonato Femenino de Raw para WrestleMania 38. | Bianca Belair obtuvo una oportunidad por el Campeonato Femenino de Raw para WrestleMania 38. | Bianca Belair obtuvo una oportunidad por el Campeonato Femenino de Raw para WrestleMania 38. | Bianca Belair obtuvo una oportunidad por el Campeonato Femenino de Raw para WrestleMania 38. |

### Elimination Chamber XXX
El 19 de febrero de 2022 en el evento Elimination Chamber, se realizó un combate en una Elimination Chamber donde el Campeonato de WWE estuvo en juego. Tuvo como participantes a Bobby Lashley (c), Brock Lesnar, Seth Rollins, Austin Theory, Riddle y AJ Styles.
| N.º      | Luchador      | En | Eliminado por | Movimiento de eliminación | Tiempo | |
| -------- | ------------- | --- | --- | --- | --- | --- |
| 1        | Bobby Lashley | N/A | N/A | Lesión | 4:55 | |
| 2        | Seth Rollins  | 1 | Brock Lesnar | «F-5» | 9:50 | |
| 3        | Riddle        | 3 | Brock Lesnar | «F-5» | 10:05 | |
| 4        | AJ Styles     | 4 | Brock Lesnar | «F-5» | 11:00 | |
| 5        | Austin Theory | 2 | Brock Lesnar | «F-5» desde lo alto de la camara. | 14:55 | |
| GANADOR: | GANADOR:      | Brock Lesnar ganó el Campeonato de WWE | Brock Lesnar ganó el Campeonato de WWE | Brock Lesnar ganó el Campeonato de WWE | Brock Lesnar ganó el Campeonato de WWE | Brock Lesnar ganó el Campeonato de WWE |
| Notas    | Notas         | * Durante la lucha, Lashley tuvo que ser retirado después que Rollins lanzara a Theory al interior de la cámara donde estaba. * Lesnar es el primero en ganar Royal Rumble y Elimination Chamber el mismo año. * Lesnar defendió el Campeonato de WWE en Winner Takes All Match en la lucha de Campeonato Universal de la WWE ante Roman Reigns en WrestleMania 38. | * Durante la lucha, Lashley tuvo que ser retirado después que Rollins lanzara a Theory al interior de la cámara donde estaba. * Lesnar es el primero en ganar Royal Rumble y Elimination Chamber el mismo año. * Lesnar defendió el Campeonato de WWE en Winner Takes All Match en la lucha de Campeonato Universal de la WWE ante Roman Reigns en WrestleMania 38. | * Durante la lucha, Lashley tuvo que ser retirado después que Rollins lanzara a Theory al interior de la cámara donde estaba. * Lesnar es el primero en ganar Royal Rumble y Elimination Chamber el mismo año. * Lesnar defendió el Campeonato de WWE en Winner Takes All Match en la lucha de Campeonato Universal de la WWE ante Roman Reigns en WrestleMania 38. | * Durante la lucha, Lashley tuvo que ser retirado después que Rollins lanzara a Theory al interior de la cámara donde estaba. * Lesnar es el primero en ganar Royal Rumble y Elimination Chamber el mismo año. * Lesnar defendió el Campeonato de WWE en Winner Takes All Match en la lucha de Campeonato Universal de la WWE ante Roman Reigns en WrestleMania 38. | * Durante la lucha, Lashley tuvo que ser retirado después que Rollins lanzara a Theory al interior de la cámara donde estaba. * Lesnar es el primero en ganar Royal Rumble y Elimination Chamber el mismo año. * Lesnar defendió el Campeonato de WWE en Winner Takes All Match en la lucha de Campeonato Universal de la WWE ante Roman Reigns en WrestleMania 38. |

### Elimination Chamber XXXI
El 18 de febrero de 2023 en el evento Elimination Chamber, se realizó un combate en una Elimination Chamber donde la ganadora tuvo una oportunidad titular contra la Campeona Femenina de Raw por el título en WrestleMania 39. Tuvo como participantes a Raquel Rodríguez, Asuka, Liv Morgan, Nikki Cross, Natalya y Carmella.
| N.º       | Luchadora        | En                                                                                   | Eliminado por                                                                        | Movimiento de eliminación                                                            | Tiempo                                                                               |                                                                                      |
| --------- | ---------------- | ------------------------------------------------------------------------------------ | ------------------------------------------------------------------------------------ | ------------------------------------------------------------------------------------ | ------------------------------------------------------------------------------------ | ------------------------------------------------------------------------------------ |
| 1         | Nikki Cross      | 4                                                                                    | Raquel Rodríguez                                                                     | La cubrió tras un lanzamiento sobre una de las cápsulas.                             | 11:40                                                                                |                                                                                      |
| 2         | Liv Morgan       | 2                                                                                    | Asuka y Natalya                                                                      | «Armbar» de Asuka y «Sharpshooter» de Natalya aplicadas al mismo tiempo.             | 16:40                                                                                |                                                                                      |
| 3         | Natalya          | 1                                                                                    | Carmella                                                                             | «Mella Kick»                                                                         | 17:25                                                                                |                                                                                      |
| 4         | Raquel Rodríguez | 3                                                                                    | Asuka y Carmella                                                                     | «Sliding Kick» de Asuka y «Mella Kick» de Carmella.                                  | 18:25                                                                                |                                                                                      |
| 5         | Carmella         | 5                                                                                    | Asuka                                                                                | «Asuka Lock»                                                                         | 19:30                                                                                |                                                                                      |
| GANADORA: | GANADORA:        | Asuka obtuvo una oportunidad por el Campeonato Femenino de Raw para WrestleMania 39. | Asuka obtuvo una oportunidad por el Campeonato Femenino de Raw para WrestleMania 39. | Asuka obtuvo una oportunidad por el Campeonato Femenino de Raw para WrestleMania 39. | Asuka obtuvo una oportunidad por el Campeonato Femenino de Raw para WrestleMania 39. | Asuka obtuvo una oportunidad por el Campeonato Femenino de Raw para WrestleMania 39. |

### Elimination Chamber XXXII
El 18 de febrero de 2023 en el evento Elimination Chamber, se realizó un combate en una Elimination Chamber donde el Campeonato de los Estados Unidos estaba en juego. Tuvo como participantes a Austin Theory (c), Seth Rollins, Johnny Gargano, Bronson Reed, Damian Priest y Montez Ford.
| N.º      | Luchador       | En | Eliminado por | Movimiento de eliminación | Tiempo | |
| -------- | -------------- | --- | --- | --- | --- | --- |
| 1        | Bronson Reed   | 5 | Montez Ford | «From The Heavens» | 18:00 | |
| 2        | Johnny Gargano | 1 | Damian Priest | «Razor's Edge» | 23:05 | |
| 3        | Damian Priest  | 4 | Montez Ford | «From The Heavens» | 25:00 | |
| 4        | Montez Ford    | 6 | Austin Theory | «Curb Stomp» de Rollins. | 27:45 | |
| 5        | Seth Rollins   | 2 | Austin Theory | «A-Town Down» | 31:30 | |
| GANADOR: | GANADOR:       | Austin Theory se mantuvo como el Campeón de los Estados Unidos.                                                                                                  | Austin Theory se mantuvo como el Campeón de los Estados Unidos.                                                                                                  | Austin Theory se mantuvo como el Campeón de los Estados Unidos.                                                                                                  | Austin Theory se mantuvo como el Campeón de los Estados Unidos.                                                                                                  | Austin Theory se mantuvo como el Campeón de los Estados Unidos.                                                                                                  |
| Notas    | Notas          | * Fue la primera vez que el Campeonato de los Estados Unidos era defendido dentro de la cámara. * Durante la lucha Logan Paul intervino atacando a Seth Rollins. | * Fue la primera vez que el Campeonato de los Estados Unidos era defendido dentro de la cámara. * Durante la lucha Logan Paul intervino atacando a Seth Rollins. | * Fue la primera vez que el Campeonato de los Estados Unidos era defendido dentro de la cámara. * Durante la lucha Logan Paul intervino atacando a Seth Rollins. | * Fue la primera vez que el Campeonato de los Estados Unidos era defendido dentro de la cámara. * Durante la lucha Logan Paul intervino atacando a Seth Rollins. | * Fue la primera vez que el Campeonato de los Estados Unidos era defendido dentro de la cámara. * Durante la lucha Logan Paul intervino atacando a Seth Rollins. |

### Elimination Chamber XXXIII
El 24 de febrero de 2024 en el evento Elimination Chamber, se realizó un combate en una Elimination Chamber donde la ganadora obtuvo una oportunidad titular por el Campeonato Mundial Femenino de WWE en WrestleMania XL. Tuvo como participantes a Becky Lynch, Bianca Belair, Liv Morgan, Tiffany Stratton, Naomi y Raquel Rodríguez.
| N.º       | Luchadora        | En                                                                                        | Eliminado por                                                                             | Movimiento de eliminación                                                                 | Tiempo                                                                                    |
| --------- | ---------------- | ----------------------------------------------------------------------------------------- | ----------------------------------------------------------------------------------------- | ----------------------------------------------------------------------------------------- | ----------------------------------------------------------------------------------------- |
| 1         | Naomi            | 2                                                                                         | Tiffany Stratton                                                                          | «Roll-up»                                                                                 | 13:30                                                                                     |
| 2         | Tiffany Stratton | 3                                                                                         | Liv Morgan                                                                                | «ObLIVion»                                                                                | 22:55                                                                                     |
| 3         | Raquel Rodríguez | 5                                                                                         | Bianca Belair                                                                             | «KOD»                                                                                     | 25:05                                                                                     |
| 4         | Bianca Belair    | 6                                                                                         | Liv Morgan                                                                                | «Roll-up»                                                                                 | 32:10                                                                                     |
| 5         | Liv Morgan       | 4                                                                                         | Becky Lynch                                                                               | «Man Handle Slam»                                                                         | 32:15                                                                                     |
| GANADORA: | GANADORA:        | Becky Lynch obtuvo una oportunidad por el Campeonato Mundial Femenino en WrestleMania XL. | Becky Lynch obtuvo una oportunidad por el Campeonato Mundial Femenino en WrestleMania XL. | Becky Lynch obtuvo una oportunidad por el Campeonato Mundial Femenino en WrestleMania XL. | Becky Lynch obtuvo una oportunidad por el Campeonato Mundial Femenino en WrestleMania XL. |

### Elimination Chamber XXXIV
El 24 de febrero de 2024 en el evento Elimination Chamber, se realizó un combate en una Elimination Chamber donde el ganador obtuvo una oportunidad titular por el Campeonto Mundial de Peso Pesado de WWE en WrestleMania XL. Tuvo como participantes a Drew McIntyre, Randy Orton, Bobby Lashley, LA Knight, Logan Paul y Kevin Owens.
| N.º      | Luchador      | En                                                                                                | Eliminado por                                                                                     | Movimiento de eliminación                                                                         | Tiempo                                                                                            |                                                                                                   |
| -------- | ------------- | ------------------------------------------------------------------------------------------------- | ------------------------------------------------------------------------------------------------- | ------------------------------------------------------------------------------------------------- | ------------------------------------------------------------------------------------------------- | ------------------------------------------------------------------------------------------------- |
| 1        | Bobby Lashley | 4                                                                                                 | Drew McIntyre                                                                                     | «Claymore»                                                                                        | 21:30                                                                                             |                                                                                                   |
| 2        | LA Knight     | 2                                                                                                 | Drew McIntyre                                                                                     | «Styles Clash» de AJ Styles                                                                       | 24:20                                                                                             |                                                                                                   |
| 3        | Kevin Owens   | 3                                                                                                 | Randy Orton                                                                                       | «RKO»                                                                                             | 28:00                                                                                             |                                                                                                   |
| 4        | Logan Paul    | 6                                                                                                 | Randy Orton                                                                                       | «RKO»                                                                                             | 32:35                                                                                             |                                                                                                   |
| 5        | Randy Orton   | 5                                                                                                 | Drew McIntyre                                                                                     | Puñetazo con una manopla de Paul (ya eliminado)                                                   | 36:55                                                                                             |                                                                                                   |
| GANADOR: | GANADOR:      | Drew McIntyre obtuvo una oportunidad por el Campeonato Mundial de Peso Pesado en WrestleMania XL. | Drew McIntyre obtuvo una oportunidad por el Campeonato Mundial de Peso Pesado en WrestleMania XL. | Drew McIntyre obtuvo una oportunidad por el Campeonato Mundial de Peso Pesado en WrestleMania XL. | Drew McIntyre obtuvo una oportunidad por el Campeonato Mundial de Peso Pesado en WrestleMania XL. | Drew McIntyre obtuvo una oportunidad por el Campeonato Mundial de Peso Pesado en WrestleMania XL. |

### Elimination Chamber XXXV
El 1 de marzo de 2025 en el evento Elimination Chamber, se realizó un combate en una Elimination Chamber donde la ganadora obtuvo una oportunidad titular por el Campeonato Femenino de WWE en WrestleMania 41. Tuvo como participantes a Bianca Belair, Liv Morgan, Naomi, Alexa Bliss, Roxanne Perez y Bayley.
| N.º       | Luchadora     | En                                                                                          | Eliminada por                                                                               | Movimiento de eliminación                                                                   | Tiempo                                                                                      |
| --------- | ------------- | ------------------------------------------------------------------------------------------- | ------------------------------------------------------------------------------------------- | ------------------------------------------------------------------------------------------- | ------------------------------------------------------------------------------------------- |
| 1         | Naomi         | 1                                                                                           | N/A                                                                                         | Atacada por Jade Cargill                                                                    | 0:00                                                                                        |
| 2         | Bayley        | 5                                                                                           | Liv Morgan                                                                                  | «ObLIVion»                                                                                  | 19:05                                                                                       |
| 3         | Roxanne Perez | 4                                                                                           | Alexa Bliss                                                                                 | «Twisted Bliss»                                                                             | 23:05                                                                                       |
| 4         | Alexa Bliss   | 6                                                                                           | Liv Morgan                                                                                  | «Roll-up»                                                                                   | 25:35                                                                                       |
| 5         | Liv Morgan    | 2                                                                                           | Bianca Belair                                                                               | «KOD»                                                                                       | 29:15                                                                                       |
| GANADORA: | GANADORA:     | Bianca Belair obtuvo una oportunidad por el Campeonato Mundial Femenino en WrestleMania 41. | Bianca Belair obtuvo una oportunidad por el Campeonato Mundial Femenino en WrestleMania 41. | Bianca Belair obtuvo una oportunidad por el Campeonato Mundial Femenino en WrestleMania 41. | Bianca Belair obtuvo una oportunidad por el Campeonato Mundial Femenino en WrestleMania 41. |

### Elimination Chamber XXXVI
El 1 de marzo de 2025 en el evento Elimination Chamber, se realizó un combate en una Elimination Chamber donde el ganador obtuvo una oportunidad titular por el Campeonato Indiscutido de WWE en WrestleMania 41. Tuvo como participantes a John Cena, Drew McIntyre, CM Punk, Damian Priest, Logan Paul y Seth Rollins.
| N.º      | Luchador      | En                                                                                        | Eliminado por                                                                             | Movimiento de eliminación                                                                 | Tiempo                                                                                    |                                                                                           |
| -------- | ------------- | ----------------------------------------------------------------------------------------- | ----------------------------------------------------------------------------------------- | ----------------------------------------------------------------------------------------- | ----------------------------------------------------------------------------------------- | ----------------------------------------------------------------------------------------- |
| 1        | Drew McIntyre | 1                                                                                         | Damian Priest                                                                             | «Roll-Up»                                                                                 | 13:10                                                                                     |                                                                                           |
| 2        | Damian Priest | 3                                                                                         | Logan Paul                                                                                | «Frog Splash» desde lo alto de la camara                                                  | 14:25                                                                                     |                                                                                           |
| 3        | Logan Paul    | 4                                                                                         | CM Punk                                                                                   | «GTS»                                                                                     | 18:30                                                                                     |                                                                                           |
| 4        | Seth Rollins  | 2                                                                                         | CM Punk                                                                                   | «GTS» y «Attitude Adjustment» de Cena                                                     | 30:00                                                                                     |                                                                                           |
| 5        | CM Punk       | 6                                                                                         | John Cena                                                                                 | «STF»                                                                                     | 32:40                                                                                     |                                                                                           |
| GANADOR: | GANADOR:      | John Cena obtuvo una oportunidad por el Campeonato Indiscutido de WWE en WrestleMania 41. | John Cena obtuvo una oportunidad por el Campeonato Indiscutido de WWE en WrestleMania 41. | John Cena obtuvo una oportunidad por el Campeonato Indiscutido de WWE en WrestleMania 41. | John Cena obtuvo una oportunidad por el Campeonato Indiscutido de WWE en WrestleMania 41. | John Cena obtuvo una oportunidad por el Campeonato Indiscutido de WWE en WrestleMania 41. |

## Estadísticas
- La Elimination Chamber que más tiempo duró fue la XXII, con 40 minutos y 15 segundos

- La Elimination Chamber que menos tiempo duró es la XXX, con 14 minutos y 55 segundos.

- Triple H y John Cena son quienes han ganado luchas de Elimination Chamber con cuatro victorias para cada uno. Triple H en II, III, VII y VIII; y Cena en IV, X, XIII y XXXVI.

- Shawn Michaels (I), Jonh Cena (IV), Bobby Lashley (V), The Undertaker (VI), Daniel Bryan (XV), Jack Swagger (XVI), The New Day (Big E, Xavier Woods & Kofi Kingston) (XVIII), Ryback (XIX), Bray Wyatt (XX), Alexa Bliss (XXI), Roman Reigns (XXII), Shayna Baszler (XXVI), Bianca Belair (XXIX), Brock Lesnar (XXX) y Becky Lynch (XXXIII) son los luchadores que ganaron su primera lucha de Elimination Chamber.

- Bobby Lashley (V), Jack Swagger (XVI), Ryback (XIX), Bray Wyatt (XX), Roman Reigns (XXII), Shayna Baszler (XXVI), Bianca Belair (XXIX) y Brock Lesnar (XXX) son los únicos luchadores en ganar un Elimination Chamber en su única vez.

- Randy Orton es el luchador masculino con más participaciones en este tipo de lucha, con nueve participaciones. Por otra parte, Liv Morgan es la luchadora femenina con más participaciones, con cinco luchas de Elimination Chamber.

- Chris Jericho es al que más personas ha eliminado, con un total de 10 luchadores.

- Braun Strowman (XXII) y Shayna Baszler (XXVI) tienen el mayor récord de más eliminaciones en una sola una lucha, empatados con 5.

- Triple H, John Cena, Chris Jericho, Daniel Bryan y The New Day (Big E Xavier Woods & Kofi Kingston) son los que menos participantes han necesitado eliminar para ganar una Elimination Chamber match, con solo un participante.

- Daniel Bryan (XV y XXIV) es el luchador que más veces retuvo un campeonato dentro de una Elimination Chamber. Lo hizo con el Campeonato Mundial Peso Pesado y el Campeonato de la WWE en las ediciones de 2012 y 2019 respectivamente.

- R-Truth es el luchador masculino que más veces ha sido eliminado como el primero, tres años seguidos (XI, XIII, XIV). Por su parte, Nikki Cross es la luchadora femenina que más veces ha sido eliminada como la primera (XXIX y XXXI).

- Big Show es el luchador que más movimientos recibidos ha necesitado para ser eliminado, con ocho (XII), mientras que Tamina es la luchadora que más luchadoras ha necesitado para ser eliminada siendo cubierta, por cuatro (XXIII).

- El Campeonato de WWE es el campeonato que más veces ha sido defendido en este tipo de lucha, con un total de 8 veces.

- El Campeonato Universal de WWE nunca ha sido defendido dentro la estructura en toda su historia, aunque se hicieron combates (XXII y XXVII) donde cuyo ganador enfrentaría al portador de dicho título, ya sea en la misma noche del evento o en WrestleMania.

- John Cena y Drew McIntyre son únicos luchadores que tras haber retenido o ganado un título en la Elimination Chamber, han perdido el título en la misma noche. Cena cayó ante Edge (New Year's Revolution 2006) y frente a Batista (Elimination Chamber 2010). Por su parte, McIntyre perdió el título ante The Miz en Elimination Chamber 2021.
- 2004, 2007 y 2016 han sido los únicos años en los cuales no se ha realizado un combate en la Elimination Chamber.

- 2006 fue el único año que tuvo dos luchas  de este tipo en dos eventos diferentes, siendo New Year's Revolution en enero y December to Dismember en diciembre.

- Randy Orton es el luchador que más veces ha sido el último eliminado, lo fue en tres ocasiones: por Triple H (III), Jack Swagger (XVI) y Drew McIntyre (XXXIV).

- Los únicos dos luchadores en iniciar la lucha en dos veces son: Shawn Michaels y Chris Jericho ((II) y (VII)).

- La primera Elimination Chamber exclusiva de mujeres fue celebrada en 2018 (XXI).

- Alexa Bliss es la primera mujer en ganar una Elimination Chamber.

- Solo cuatro luchadores han salido como el último en dos ocasiones y son: John Cena (IX y X), The Undertaker (VIII y XI), Randy Orton (XXVII y XXIV) y Sheamus (XIX y XXVIII). Por su parte Asuka (XXVI y XXXI) ha sido la única luchadora en salir de la cámara como la última.

- Solo ha habido tres luchas en las que estén involucrados campeonatos en pareja dentro de una Elimination Chamber, la primera fue en 2015 (XVIII) ganada por The New Day (Big E, Xavier Woods & Kofi Kingston), la segunda fue en 2019 (XXIII) ganada por The Boss 'N' Hug Connection (Bayley y Sasha Banks) y la tercera fue en 2020 (XXV) ganada por The Miz & John Morrison.

- En seis ocasiones se sabía quién iba a salir como el último en la cámara con antelación: Batista (III), Chris Jericho (XIV), Elias (XXII), Randy Orton (XXIV), Dolph Ziggler & Robert Roode (XXV) y Sheamus (XXVII).

- Tres fueron las ocasiones en donde los luchadores iniciaron y terminaron en este tipo de estipulación, siendo estas la VI con Batista vs. The Undertaker, la XII con Edge vs. Rey Mysterio, y la XXIII con Bayley & Sasha Banks vs. Mandy Rose & Sonya Deville.

- De los participantes hombres, John Cena es el luchador más viejo en ganar una Elimination Chamber con 47 años, mientras que Austin Theory es el luchador más joven en ganar una Elimination Chamber, con 25 años.

- De las participantes mujeres, Asuka es la luchadora más vieja en ganar una Elimination Chamber con 41 años, mientras que Alexa Bliss es la luchadora más joven en ganar una Elimination Chamber, con 26 años.

- Shayna Baszler es la primera y única persona en lograr eliminar a todos los participantes de la lucha.

- Chris Jericho (XIV) y Bobby Lashley (XXX) son los únicos que no fueron eliminados de la lucha. Jericho fue sacado debido a que sufrió una contusión provocado por CM Punk aplicándole una Roundhouse Kick para luego impactar contra un camarógrafo, mientras que Lashley fue sacado debido a que Seth Rollins lanzará a Austin Theory al interior de una cámara en donde estaba.

- Han sido varios los luchadores eliminados en último lugar por más de una ocasión: Triple H (I y X), The Undertaker (VIII y XI), Rey Mysterio (IX y XII) y AJ Styles (XX y XXVIII).
  - Triple H fue eliminado por Shawn Michaels (I) y por John Cena (X).
  - The Undertaker fue eliminado por Triple H (VII) y por Chris Jericho (XI).
  - Mysterio fue eliminado dos veces por Edge (IX y XII).
  - Styles fue eliminado por Bray Wyatt (XX) y por Drew McIntyre (XXVIII).